# Nyugati régió (Izland)
A Nyugati régió (izlandiul Vesturland, kiejtése: ˈvɛstʏrˌlant) Izland nyolc régiójának egyike. Székhelye Borgarnes, legnagyobb városa Akranes. Területe nagyobbrészt a középkori Vestfirðingafjórðung régió határain belül található.
1959-től a nyugati választókerület része volt, de 2003-ban az északnyugatiba került át.

## Fordítás
- Ez a szócikk részben vagy egészben  a   Vesturland című izlandi Wikipédia-szócikk ezen változatának fordításán alapul.  Az eredeti cikk szerkesztőit annak laptörténete sorolja fel. Ez a jelzés csupán a megfogalmazás eredetét és a szerzői jogokat jelzi, nem szolgál a cikkben szereplő információk forrásmegjelöléseként.
- Ez a szócikk részben vagy egészben  a   Western Region (Iceland) című angol Wikipédia-szócikk ezen változatának fordításán alapul.  Az eredeti cikk szerkesztőit annak laptörténete sorolja fel. Ez a jelzés csupán a megfogalmazás eredetét és a szerzői jogokat jelzi, nem szolgál a cikkben szereplő információk forrásmegjelöléseként.